# Jaya Guna
Jaya Guna is een bestuurslaag in het regentschap Lampung Timur van de provincie Lampung, Indonesië. Jaya Guna telt 1543 inwoners (volkstelling 2010).